# Hringvegur
La strada 1 o strada Anello (in islandese: Þjóðvegur 1 o Hringvegur) è la principale strada islandese e percorre l'isola in forma circolare, collegando le diverse regioni dello Stato tra loro.

## Percorso
La strada è prevalentemente a due corsie, una in ciascuna direzione, con corsie supplementari in prossimità della capitale Reykjavík ma anche molti ponti a singola corsia soprattutto nelle aree meno popolate.
Per tutta la sua lunghezza la strada è asfaltata e facilmente percorribile con ogni tipo di autoveicolo, pur essendo caratterizzata dalla scarsa presenza di protezioni laterali e spesso interessata da fenomeni meteorologici molto intensi che ne limitano la percorribilità o impongono la chiusura di alcuni tratti specialmente nel periodo invernale. Non è difficile vedere autoveicoli usciti fuori strada per distrazione o ghiaccio oppure camper ribaltati a causa del forte vento.
L'entità del traffico sulla Hringvegur varia considerevolmente a seconda del luogo: nella zona di Reykjavík si registra solitamente il transito di 5.000-10.000 veicoli al giorno, mentre nelle zone più isolate raramente la frequenza di veicoli supera i cento veicoli al giorno.
La strada fu completata nel 1974, quando fu inaugurato il ponte sullo Skeiðarársandur, nel sud dell'Islanda. Negli anni seguenti è continuato un processo di miglioramento con la progressiva asfaltatura (completata solo nel 2019), ottimizzazione di tratte ma anche rifacimento di opere danneggiate da eventi estremi.
Esempio proprio il ponte sullo Skeiðarársandur fu distrutto nel 1996 da uno jökulhlaup, una particolare forma di allagamento risultante da un'eruzione vulcanica sotto un ghiacciaio, ma i lavori di ricostruzione lo resero nuovamente agibile in breve tempo.
Da decenni, la Hringvegur è una tappa comune per molti turisti, tanto per l'accesso fornito a molte regioni dell'Islanda, quanto per i numerosi siti di interesse turistico che si trovano nella sua prossimità. In particolare, le famiglie islandesi ne fanno ampio uso durante le vacanze estive, e negli ultimi anni anche i turisti stranieri hanno preso a beneficiarne, affittando una macchina sul posto, o portando la propria sul traghetto per Seyðisfjörður.
In passato, la strada ha svolto anche da oggetto o ambientazione di film e romanzi, come il film Hringurinn di Friðrik Þór Friðriksson o il romanzo Hjartarstaðir di Steinunn Sigurðardóttir.

## Galleria d'immagini

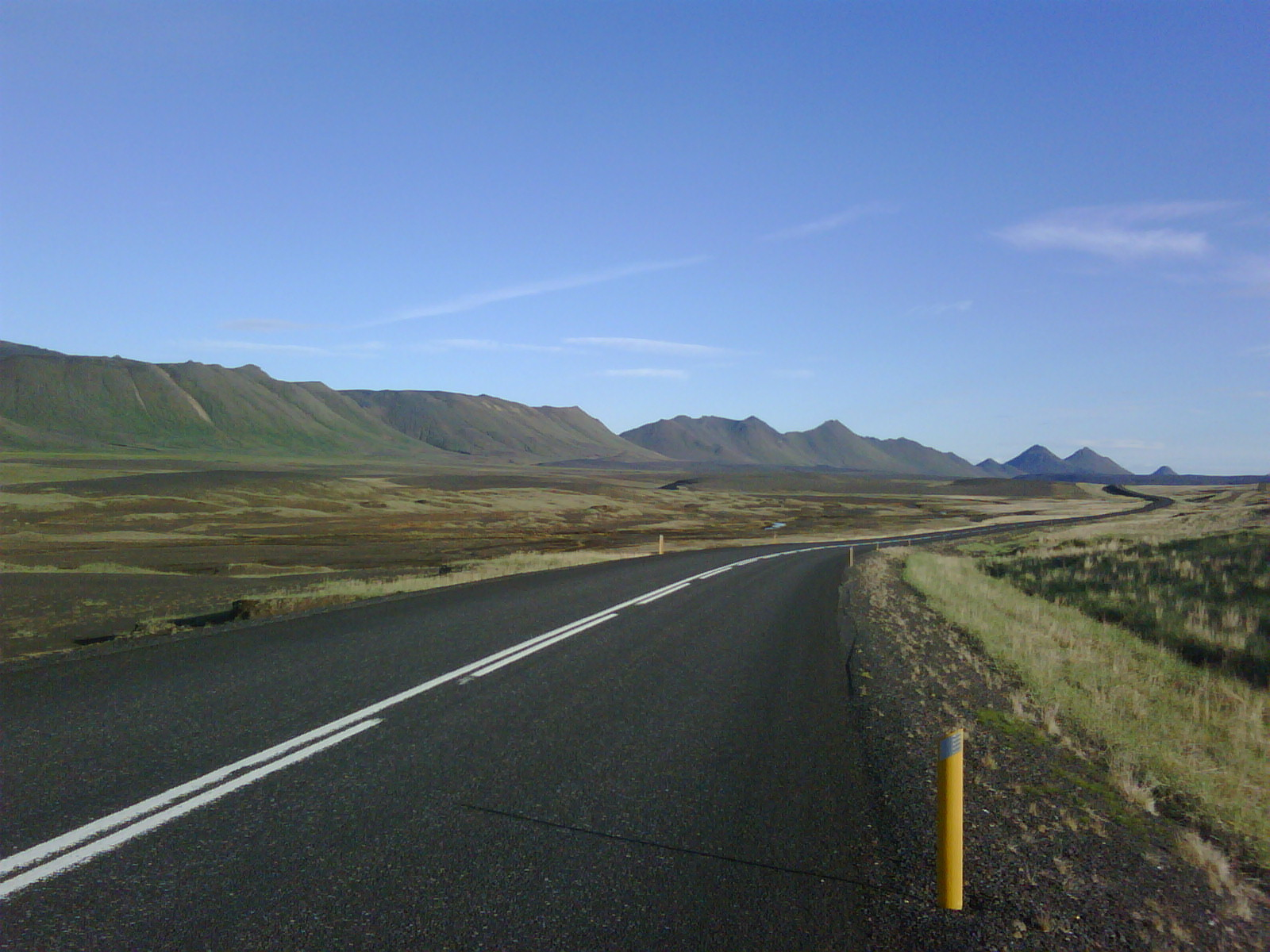
Colline colorate a nord di Egilsstaðir
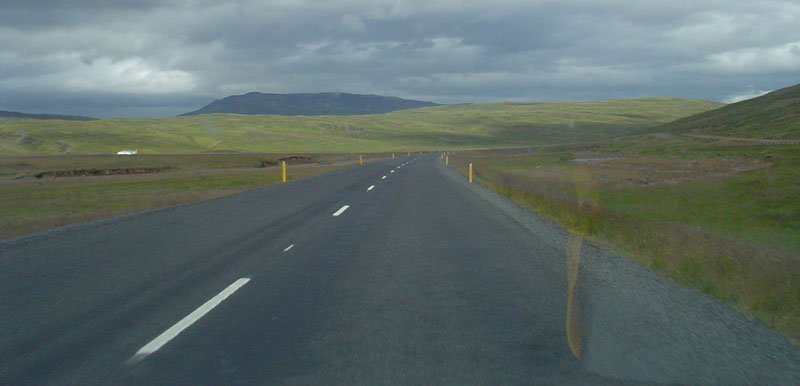
Hringvegur presso Borgarfjörður
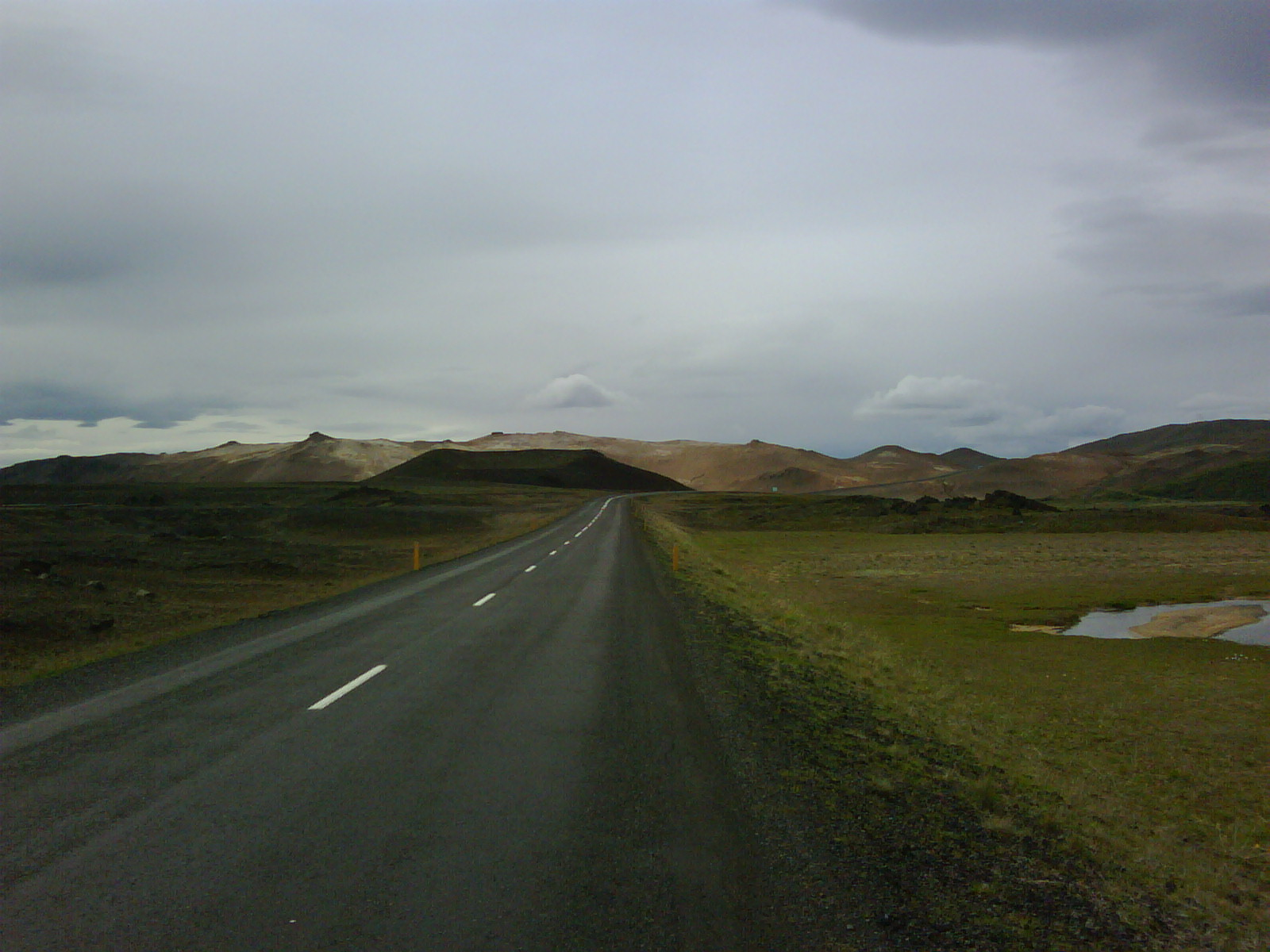
Hringvegur presso il Námafjall
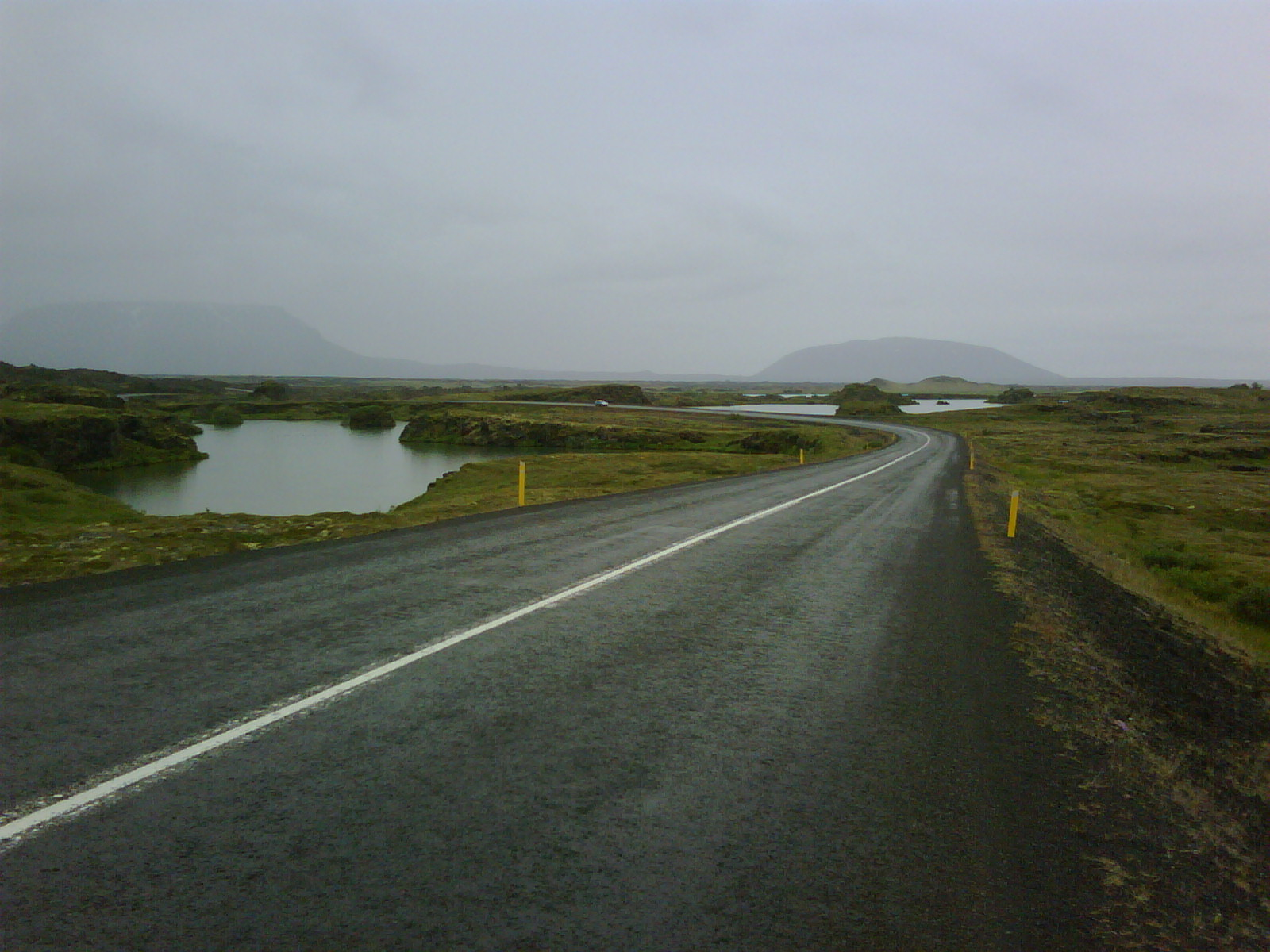
Hringvegur presso il lago Mývatn
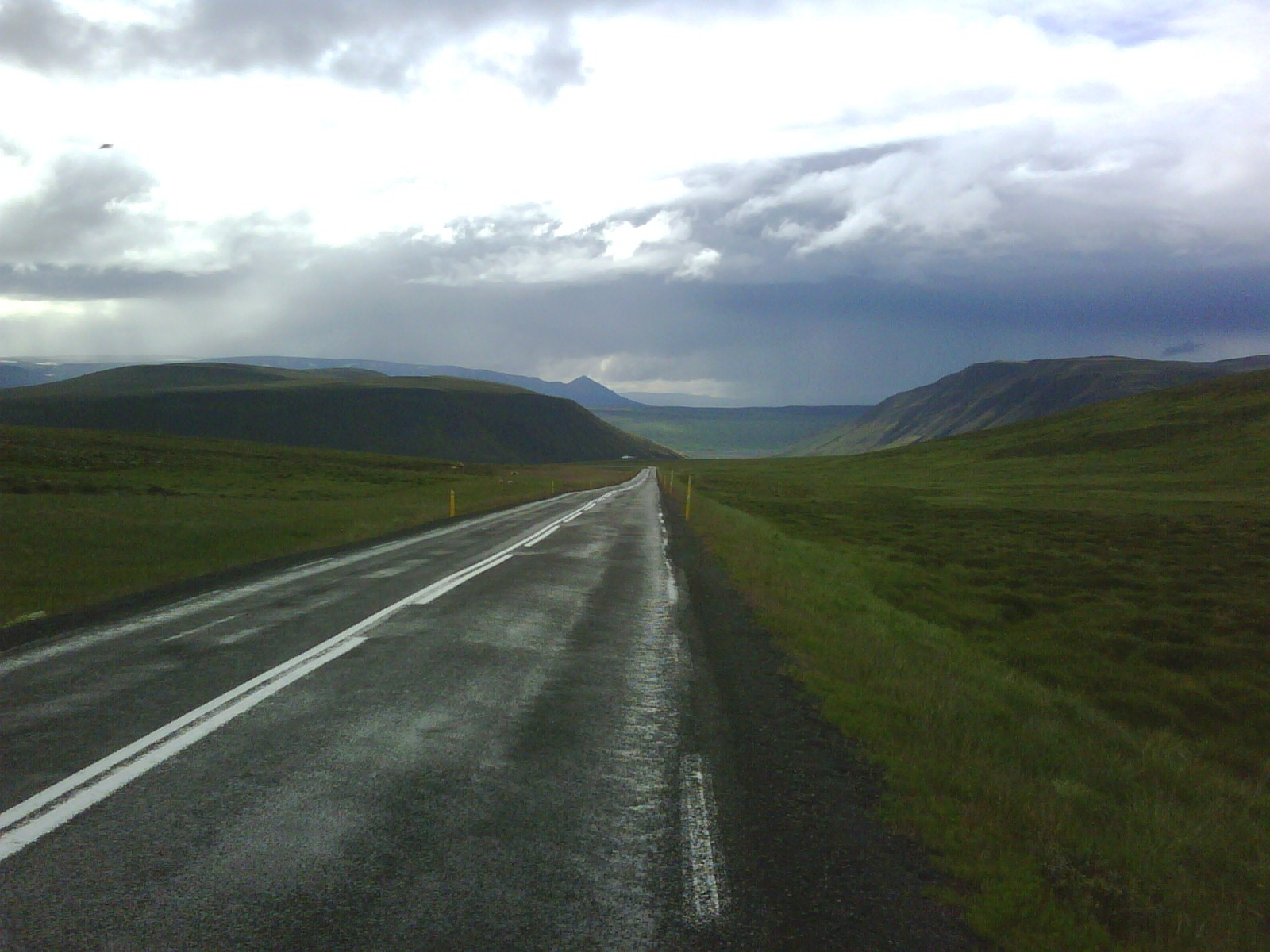
Hringvegur presso la Kjalvegur
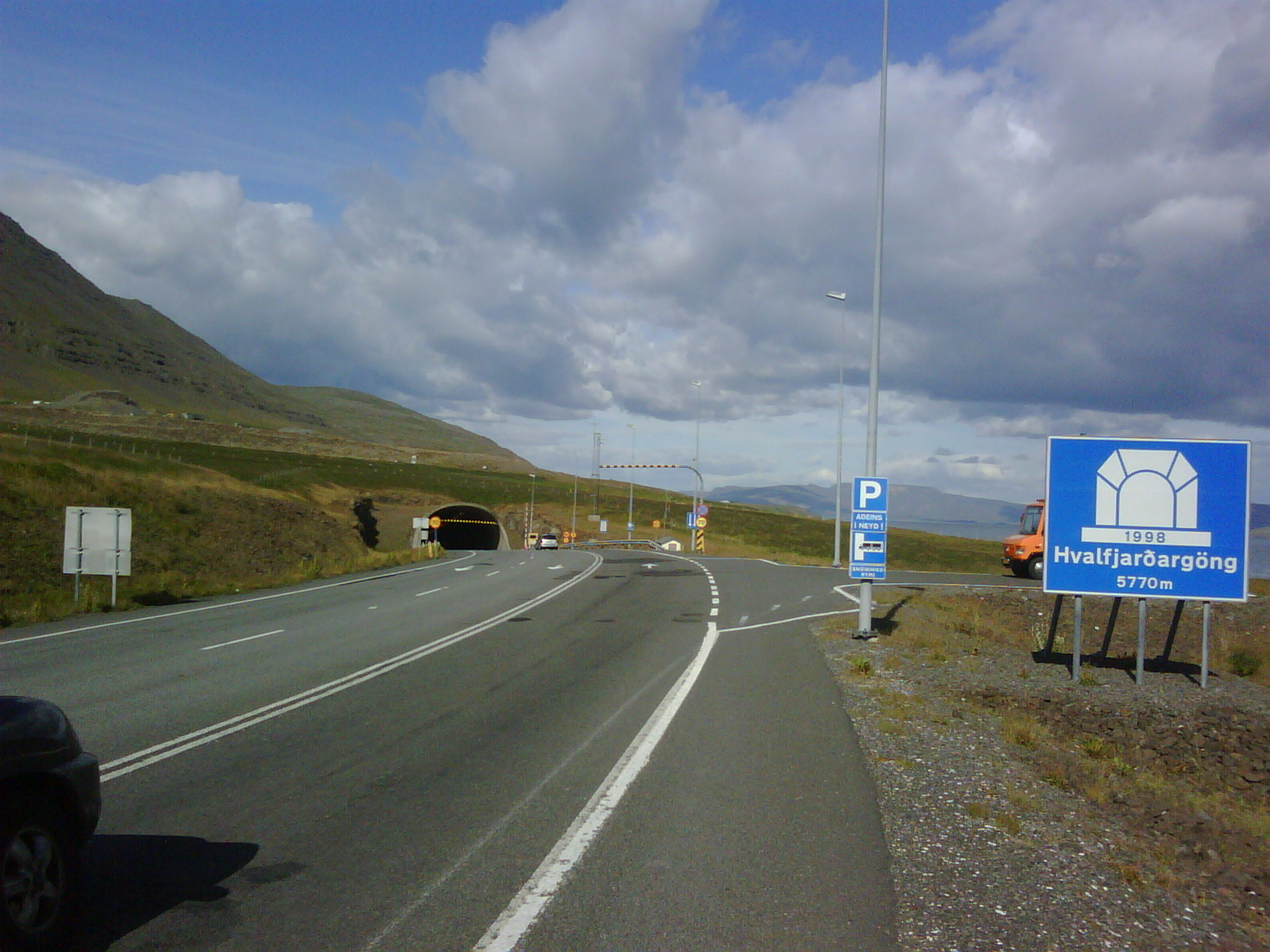
Tunnel di Hvalfjörður
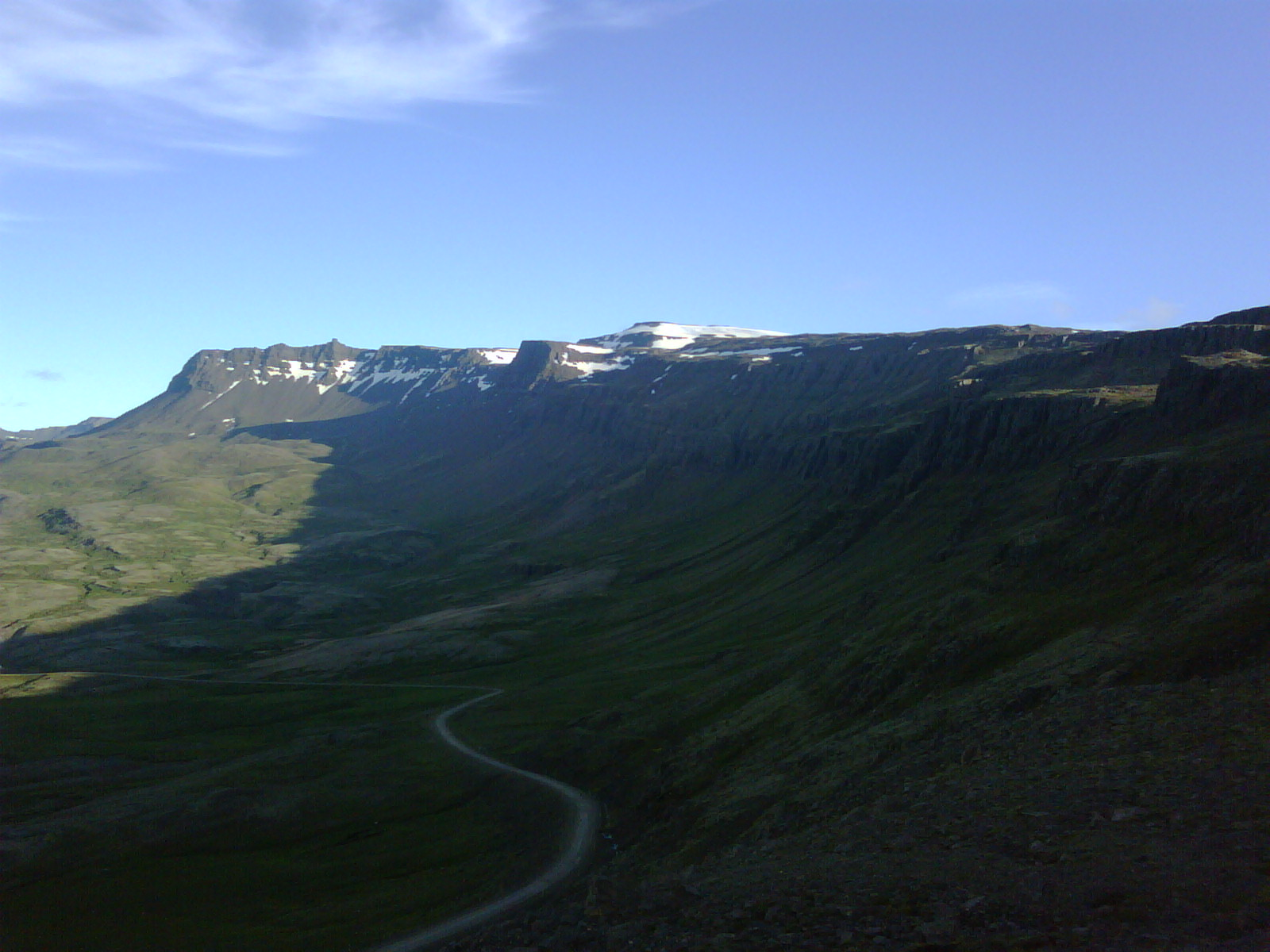
Hringvegur a sud di Egilsstaðir
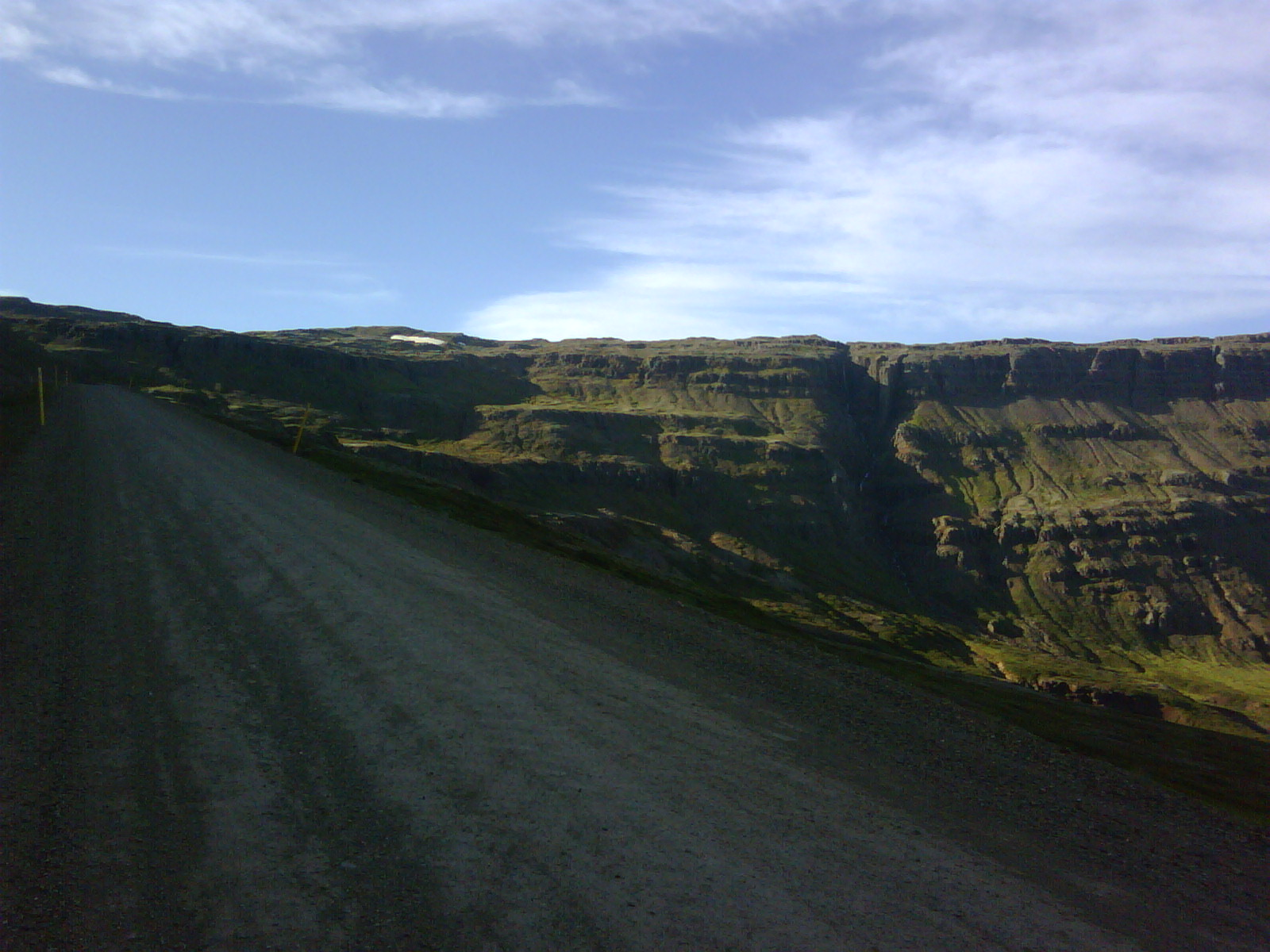
Tratto sterrato vicino a Egilsstaðir